# Acylomus mifsudi
Acylomus mifsudi is een keversoort uit de familie glanzende bloemkevers (Phalacridae). De wetenschappelijke naam van de soort werd in 2000 gepubliceerd door Švec.